# Madama (Naplouse)
Madama, en arabe : عمورية, est un village du gouvernorat de Naplouse en Palestine, situé à 4,7 km au sud de Naplouse, au centre de la Cisjordanie.
Selon le recensement du bureau central palestinien des statistiques, la localité compte une population de 2 092 habitants en 2017.